# Sloebrug
De Sloebrug is een verkeersbrug van het type ophaalbrug over het Kanaal door Walcheren plus betonnen aanbruggen aan beide kanten van het kanaal in de Nederlandse gemeente Vlissingen. Voor het wegverkeer is het een vierstrooks-gebiedsontsluitingsweg (N288) met daarnaast een voetpad aan de noordzijde, en een (brom-)fietspad aan de zuidzijde. Het beheer is in handen van de provincie Zeeland.
De doorvaartbreedte is 20 meter en de doorvaarthoogte bij gesloten brug is 4,9 meter. De bediening wordt op afstand gedaan vanuit “Sluis Vlissingen”, te bereiken op VHF-kanaal 22.